# Mephritus citreus
Mephritus citreus là một loài bọ cánh cứng trong họ Cerambycidae.